# Koke (wieś)
Koke – wieś w Estonii, w prowincji Tartu, w gminie Haaslava.